# De goede rechters
De goede rechters (Frans: Les bons juges) is een satirisch schilderij van James Ensor uit 1891. Hij maakte ook een ets van het werk.

## Voorstelling
Vijf rechters in rode toga zitten aan tafel. De buitenste geven een verveelde indruk terwijl de drie in het midden eerder geamuseerd en een beetje zelfingenomen lijken. De middelste rechter houdt een document vast dat bij nader inzien een blootblad blijkt te zijn. Op de tafel ligt een zaag en een slagersmes waar nog bloed aan hangt. Blijkbaar is daarmee een slachtoffer in stukken gesneden, want we zien ook een neus, een onderbeen, een open mond, enkele tanden en een oog. De rechters worden toegesproken door de rood aangelopen, snotterende advocaat rechts, uit wiens mond een zwarte substantie komt die deels op de grond neerdwarrelt. De zes staande figuren achteraan kunnen procureurs of advocaten zijn. Tussen twee van hen hebben spinnen een web geweven. Op het voorplan zien we een gendarme, een vrouwenhoofd met de kleur van een lijk, een boze oudere man en een met een anker getatoeëerde visser die een hoofdverband draagt. Het geheel geeft de indruk van een bespottelijke, falende justitie.

## Situering
Het schilderij vormt een imaginair drieluik met De slechte geneesheren (1892) en De gevaarlijke koks (1896), waarin Ensor kunstcritici op de korrel nam. In het eerste deel viseerde hij dus het gerecht. De bijtende satire ontstond uit maatschappijkritiek en mogelijk ook uit persoonlijke negatieve ervaringen. Ensor was een anarchist die grote opstandigheid voelde tegen het establishment. In zijn werk tonen de rechters hun zelfingenomenheid, onbegrip en desinteresse. Het is aannemelijk dat er ook concretere motieven waren voor de aanklacht. De Antwerpse auteur Harry Peters ondernam in 1890 een campagne rond eerherstel voor Coucke en Goethals, twee Vlamingen die dertig jaar eerder waren terechtgesteld na een uitsluitend Franstalig assisenproces, maar hij werd zelf veroordeeld voor eerroof ten aanzien van de overleden procureur-generaal Charles-Victor de Bavay. Mogelijk verklaart dit waarom het uiteindelijke doek van Ensor sardonischer was dan de schetsen. Zelf was hij onaangenaam in aanraking gekomen met het gerecht tijdens het faillissement van zijn vader in 1875, terwijl zijn moeder in 1892-1893 zou terechtstaan voor de illegale reproductie van een schilderij van de Antwerpse schilder Jan Van Beers.
Compositorisch zijn de Goede rechters mogelijk in verband te brengen met het groepsportret Schutters van Rot F uit 1557. De bordkartonnen rechters, als figuren in een schietkraam, lijken eerder een parodie op de Hollandse groepsportretten. De pose van de advocaat rechts is ontleend aan Honoré Daumier, terwijl de achterste rij advocaten herinnert aan een karikatuur van de jezuïeten.

## Geschiedenis
De presentatie van De goede rechters leidde meteen tot een incident tussen Ensor en Octave Maus, de geestdriftige mecenas van de avant-garde. Maus weigerde aanvankelijk het doek toe te laten op de tentoonstelling van Les XX in 1891, uit vrees voor een sluiting. Naar eigen zeggen handelde hij uit eigen naam én op verzoek van andere leden. Ensor reageerde fel en bekwam met de steun van Edmond Picard dat het werk toch werd getoond. Het wekte interesse en raakte in 1892 verkocht aan Camille Laurent uit Charleroi. Naderhand bleef het doek in privébezit. Het is in 2004 geveild in Londen voor £ 733.250.

## Mogelijke inspiratiebronnen
De volgende werken hebben Ensor mogelijk geïnspireerd, hoewel hij daar zelf nooit iets over verklaarde:
|  |  |

## Voetnoten
1. ↑  Jules Champfleury, Histoire de la caricature moderne, p. 23
2. ↑  
Bart Verschaffel, "'Siffler les vices et les laideurs de la civilisation…'. Het groteske oeuvre van James Ensor en de Encyclopédie de la caricature van Jules Champfleury", in: De Witte Raaf, 2016, nr. 181